# Usines Pipe

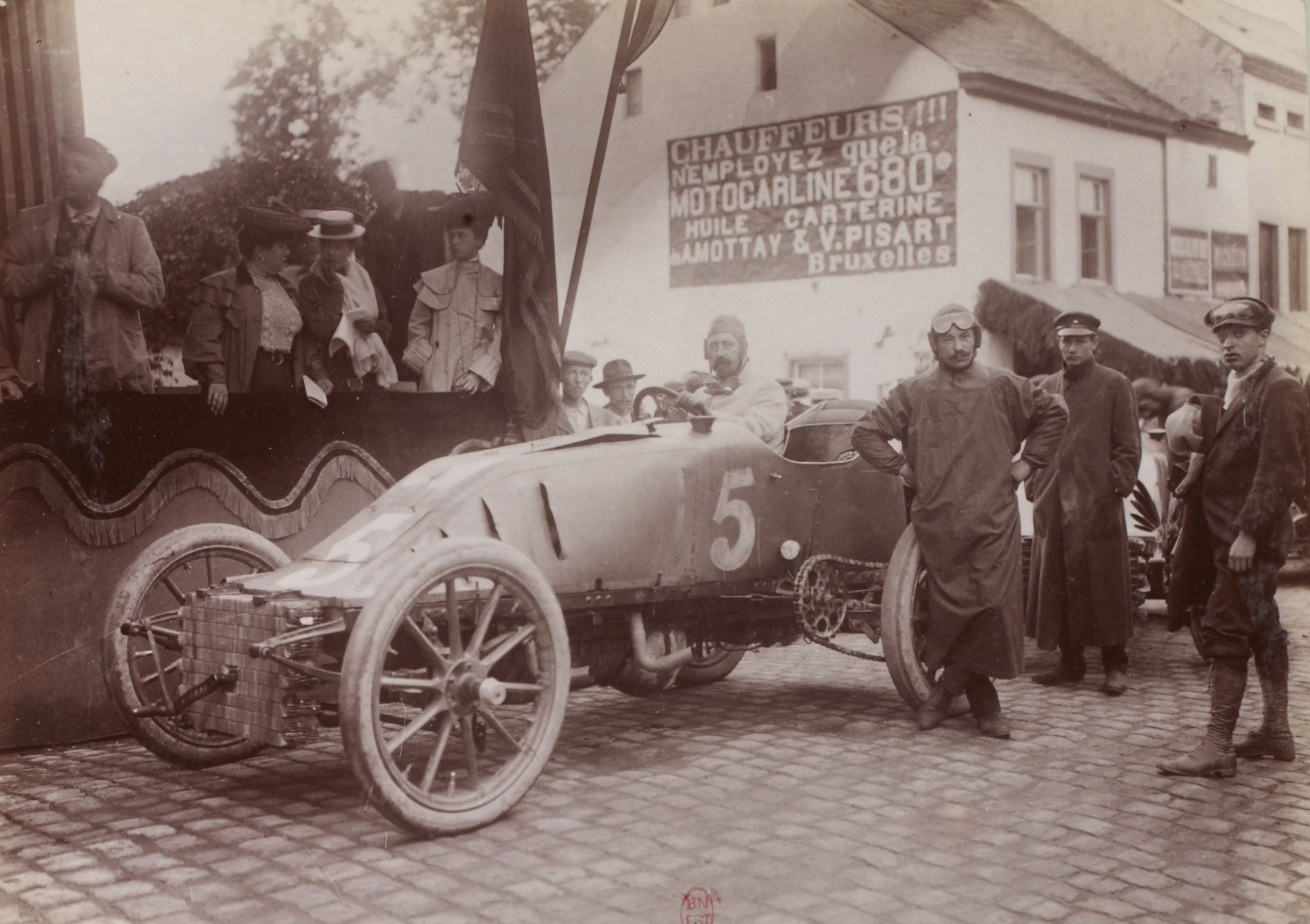
Lucien Hautvast auf Pipe beim Ardennen-Rennen 1904

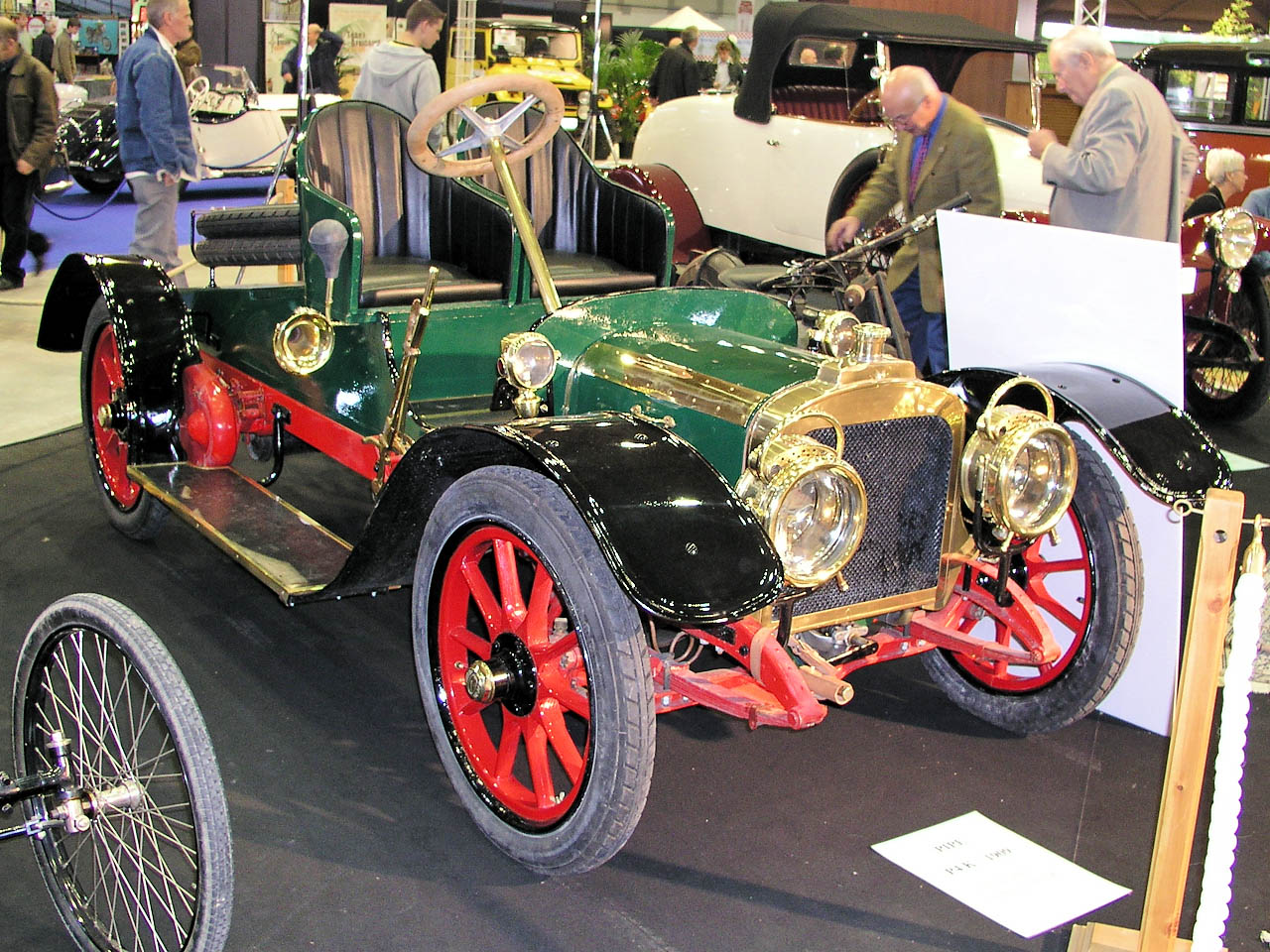
Pipe P4K Runabout von 1909

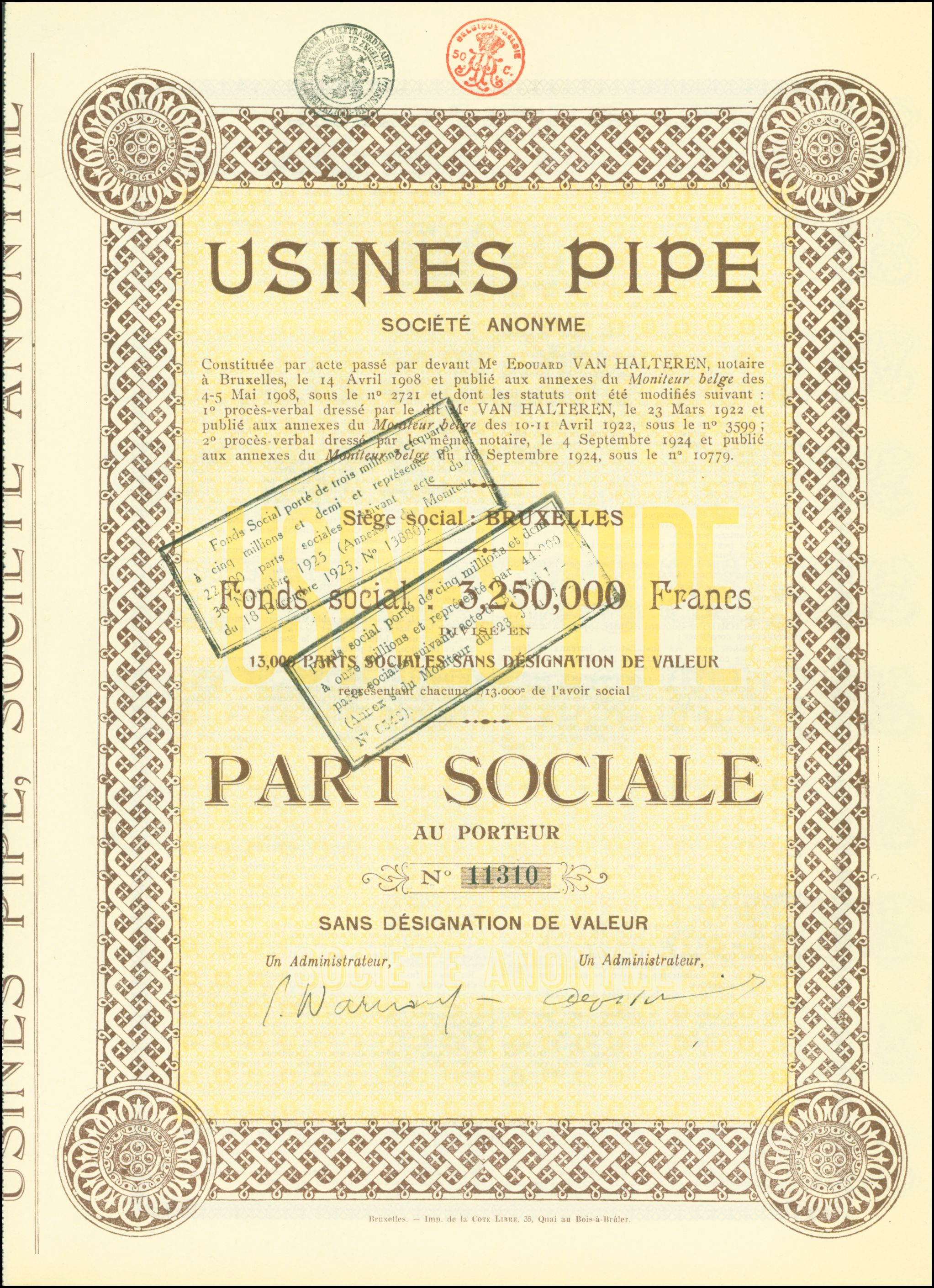
Gesellschaftsanteil an der Usines Pipe SA vom 18. September 1924

Usines Pipe war ein belgischer Automobilhersteller.

## Unternehmensgeschichte
Die Compagnie Belge de Construction Automobile aus Brüssel wurde am 19. Februar 1898 gegründet. Die Produktion von Personenkraftwagen der Marke Pipe begann. Im April 1908 erfolgte die Umfirmierung in Usines Pipe und die Umwandlung in eine Aktiengesellschaft. Pkw wurden bis 1922 gefertigt. Außerdem entstanden zwischen 1905 und 1931 Lastkraftwagen sowie Omnibusse. Im Juni 1931 übernahm Brossel das Unternehmen. Der Markenname Pipe wurde aber noch bis 1932 für Lkw verwendet.
1904 entstanden 100 Fahrzeuge, im Folgejahr 200 und 1906 etwa 300. 1907 und 1908 waren es ebenfalls etwa 300 Autos.
Die NSU Motorenwerke aus Deutschland war Lizenznehmer für einige Pkw.
Ein erhaltener Pkw der Serie E von 1904 wurde im Februar 2022 für 759.000 Euro versteigert.

## Beteiligung am Gordon-Bennett-Pokal 1904 für Automobile
Drei Fahrzeuge der belgischen Marke Pipe traten 1904 bei dem auf dem Taunus-Rundkurs ausgetragenen Rennen zum nach James Gordon Bennett junior benannten Gordon-Bennett-Pokal an. Die Vierzylinder mit 13,5 Liter Hubraum leisteten 80 PS bei 1000/min und gehörten zu den schwächsten Fahrzeugen des 18 Automobile aus sieben Nationen umfassenden Starterfelds. Interessant ist die aerodynamische Verkleidung des knapp eine Tonne schweren Wagens, der mit einer elektrisch betätigten Kupplung und Vierganggetriebe ausgestattet war. Zwei der drei in belgischem Gelb gestarteten Wagen (mit den Fahrern Pierre de Crawhez und Maurice Augieres) schieden nach Defekten aus. Der dritte Wagen, gefahren von Lucien Hautvast, erreichte als sechster das Ziel des über 564 Kilometer führenden Rennens.
Drei Jahre später, beim zweiten großen Rennen in Deutschland, dem Kaiserpreis im Taunus, erreichte Hautvast auf Pipe hinter dem Fiat-Werksfahrer Felice Nazzaro Rang zwei.